# レオン・マラゾーグ

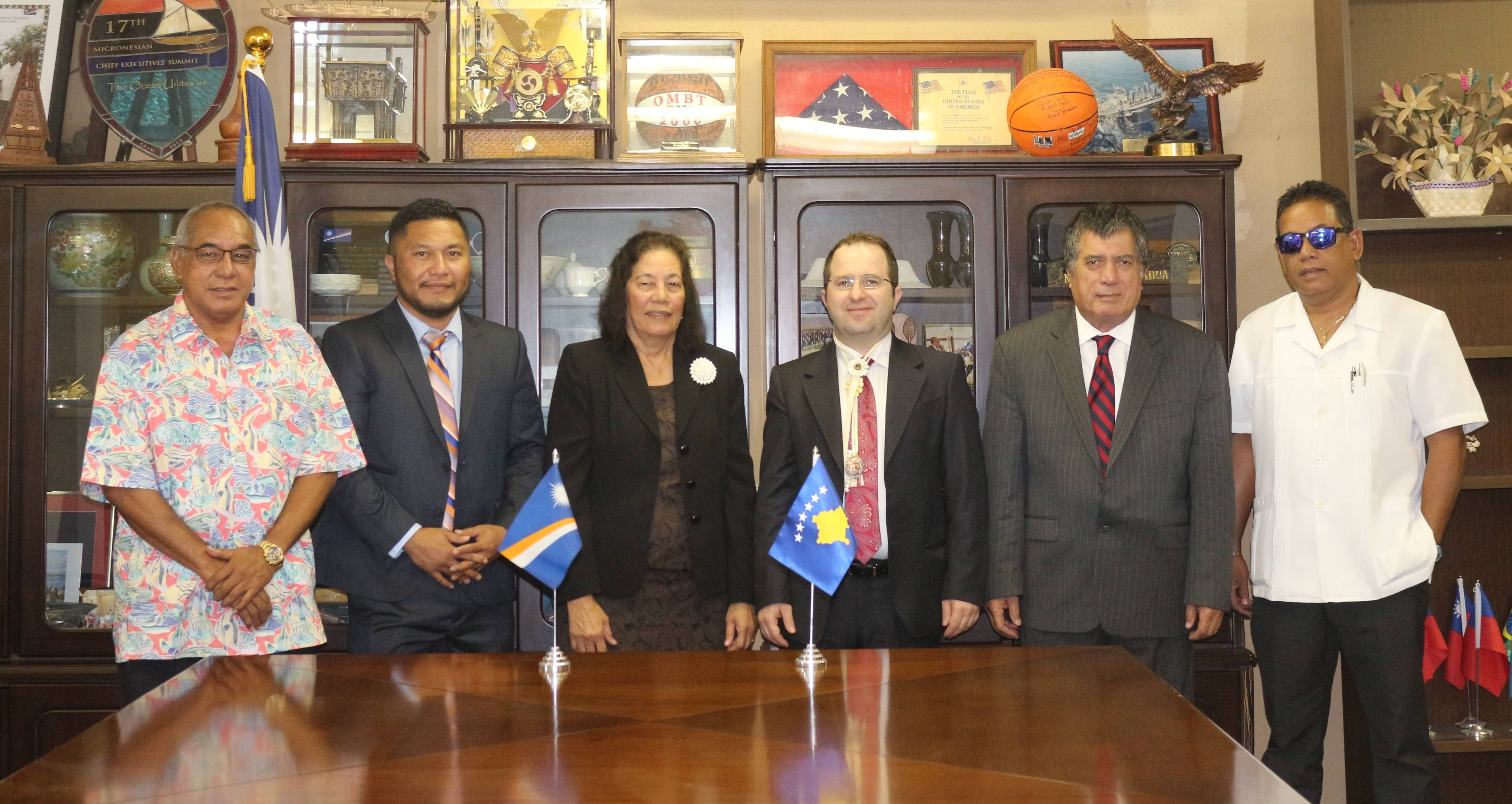
初代在マーシャル諸島大使としてアメンタ・マシュー文化・内務大臣（中央左）と会談するレオン・マラゾーグ（中央右、2017年6月）

レオン・マラゾーグ（アルバニア語: Leon Malazogu、1977年2月5日 - ）は、コソボの国際関係論学者、政策コンサルタント、元駐日大使。

## 経歴
ユーゴスラビア社会主義連邦共和国セルビア社会主義共和国コソボ社会主義自治州（当時）の首都プリシュティナ出身。母語のアルバニア語と公用語のセルビア語に加えて、英語・クロアチア語・ブルガリア語・ボスニア語・マケドニア語に堪能で、イタリア語・フランス語も解する。既婚で二児の父。
駐日大使在任中の2019年10月22日、皇居正殿松の間で今上天皇の即位礼正殿の儀が執り行われ、ハシム・サチ大統領と共に参列した。
2020年8月6日、原爆投下から75年目を迎える広島で開催された平和記念式典に参列し、原爆死没者への哀悼と平和への祈りを捧げた。

### 教育歴
- 1995年: ジェブデット・ドダ・ギムナジウム（アルバニア語版）（ジェブデットドダ中等学校／英語: Xhevdet Doda High School）卒業[1]
- 1999年: ブルガリア・アメリカン大学（ブルガリア語版、英語版）国際関係学修士[5][6]
- 2000年: ノートルダム大学紛争解決修士[1][5][6]

### 職歴
- 2000年 - 2001年: 少数民族問題ヨーロッパセンター地域代表[1]
- 2001年 - 2002年: アリゾナ州立大学ロシア・東ヨーロッパ研究センター非常勤職員[1]
- 2001年 - 2004年: プリシュティナ大学（アルバニア語版、英語版）政治公共政策学部講師[1]
- 2005年 - 2007年: 内閣府兼地方公共団体政策顧問[1]
- 2002年 - 2008年: コソボ政策調査開発機関（アルバニア語版）（KIPRED／英語: Kosovar Institute for Policy Research and Development）共同創立者兼調査管理者[1]
- 2002年 - 2008年: スイス平和財団（ドイツ語版、フランス語版、英語版）コソボ担当官[1]
- 2008年 - 2010年: 南東ヨーロッパ大学（マケドニア語版、英語版）講師[1]
- 2009年 - 2009年: コソボ・アメリカン大学（アルバニア語版、英語版）講師[1]
- 2000年 - 2010年: 民族関係事業コソボ支部長[1]
- 2014年 - 2015年: プリシュティナ大学運営委員会会員[1]
- 2010年 - 2016年: 民主主義発展研究所（D4D／アルバニア語: Instituti Demokraci për Zhvillim／英語: Democracy for Development Institute）専務取締役[1][5][6]
- 2016年 - 2020年: 東京常駐の駐日大使[1][7]（2016年9月7日に信任状捧呈[8]）
- 2017年 - 2022年[9]: 非常駐の在マーシャル諸島大使（初代。2017年6月16日に信任状捧呈[10]）
- 2017年 - 2019年: 非常駐の在パラオ大使（初代。2017年8月22日に信任状捧呈[11]、2019年1月17日に断交[12]）
- 2017年 - （現職）: 非常駐の在ミクロネシア連邦大使（初代。2017年9月13日に信任状捧呈[13]）
- 2019年 - 2023年: 非常駐の在ツバル大使（初代。2019年3月23日に信任状捧呈[14]）